# Jim Falls
Jim Falls es un lugar designado por el censo ubicado en el condado de Chippewa en el estado estadounidense de Wisconsin. En el Censo de 2010 tenía una población de 237 habitantes y una densidad poblacional de 124,5 personas por km².

## Geografía
Jim Falls se encuentra ubicado en las coordenadas 45°2′50″N 91°16′18″O / 45.04722, -91.27167. Según la Oficina del Censo de los Estados Unidos, Jim Falls tiene una superficie total de 1.9 km², de la cual 1.57 km² corresponden a tierra firme y (17.55%) 0.33 km² es agua.

## Demografía
Según el censo de 2010, había 237 personas residiendo en Jim Falls. La densidad de población era de 124,5 hab./km². De los 237 habitantes, Jim Falls estaba compuesto por el 98.73% blancos, el 0% eran afroamericanos, el 0% eran amerindios, el 0% eran asiáticos, el 0% eran isleños del Pacífico, el 0.42% eran de otras razas y el 0.84% pertenecían a dos o más razas. Del total de la población el 0.42% eran hispanos o latinos de cualquier raza.